# 新北市立二重國民中學
新北市立二重國民中學，位於台湾新北市三重區二重埔的一所國民中學，是三重區的第六所國中。爲教育部全國藝術與人文素養指標績優標竿學校、北區有機校園示範推廣學校、新北市環境經營管理績優學校、新北市低碳教育推廣學校。

## 學校歷史
三重市自從二重疏洪道闢建完成後，二重埔地段由於交通便利人口膨脹迅速，且區內國中尚未設立，設校需求殷切為順應地方需要促進國民教育均衡發展，臺北縣政府乃於1992年10月2日核定三市文中五校園規劃，籌設為三重市第六所國中，時名「臺北縣立二重國民中學」。
1992年10月至1996年7月，先後由二重國小周文明、王明華兩位校長兼任籌備主任並完成校地徵收，計2.09公頃。
1996年8月1日臺北縣政府派沈炳煌先生接掌籌備主任兼首任校長積極展開建校工作。
第一期校舍工程，由呂錦華建築師設計，偉信營造股份有限公司承造，宗亞機電工程公司承包水電，太上林景觀公司負責植栽美化，總經費壹億捌仟陸佰捌拾伍萬元整。
第二期運動場設置地下停車場兩層工程，由台北縣政府交通局統籌辦理，1998年8月14日動工興建，2001年3月竣工，總經費壹億柒仟餘萬元整，解決道路穿越校區。
1997年11月9日校舍落成正式啟用，目前最大容量75班。
2000年8月1日沈炳煌先生通過遴選連任第二任校長，成為第一任遴選校長，繼續推動校園建設。 
2004年8月1日趙靜菀女士通過遴選，擔任第三任校長。

## 歷任校長
- 沈炳煌：(第一、二任，1996年8月1日~2004年7月31日)
- 趙靜菀：(第三、四任，2004年8月1日~2012年7月31日)
- 鍾兆晉：(第五、六任，2012年8月1日~2020年7月31日)

## 地理位置
與二重國小只隔一道圍牆，校地不大。舉辦需大型室內空間之活動（如畢業典禮、歲末感恩祈福会）时，必须借用二重國小的活動中心。
鄰近二重疏洪道及兩侧之重劃區，附近高樓不多，故天氣晴朗時可于校舍東面眺望臺北101及新光摩天大樓。
學校附近尚有福田公園、三民公園、聯邦公園、新北市立圖書館三重田中分館、三重綜合體育場與人本教育基金會三重青少年基地等文教及休閒場所，供學生善加利用。

## 特色單位及獲得獎項

### 棒球隊
二重國中為新北市少數設有棒球隊之國民中學，分為硬式組與軟式組；隊員全部來自體育班。
| 年份   | 參加比賽                           | 結果         |
| ------ | ---------------------------------- | ------------ |
| 2009年 | 九十八學年度國中棒球聯賽（軟式組） | 冠軍         |
| 2013年 | 蘭陽盃全國青少年硬式棒球錦標賽     | 第三名       |
| 2013年 | 市長盃青少棒錦標賽                 | 硬式組第一名 |
| 2013年 | 市長盃青少棒錦標賽                 | 軟式組第二名 |
| 2013年 | 全國關懷盃                         | 第三名       |
| 2013年 | 全國國中軟式棒球聯賽               | 第五名       |

### 合唱團
團員於每學年上學期期初由全部一年級女學生中進行選拔。
| 年份   | 參加比賽                    | 結果         |
| ------ | --------------------------- | ------------ |
| 2013年 | 102學年度新北市學生音樂比賽 | 女聲合唱優等 |

## 學校願景
1. 持續充實教學設備、建立績效責任制，落實環境教育、營造友善校園；並以「勤樸誠信」為校訓，培養以「德育為重，五育並進」且身心健全之國民為學校長遠發展之指標。
2. 全校師生同心朝「健康生活、快樂學習、關懷鄉土、放眼天下」之目標前進，期許成為一所「全是贏家」的學校。

## 外部連結
- 新北市立二重國民中學 （页面存档备份，存于）
- 新北市二重國中青少棒隊 - 台灣棒球維基館 （页面存档备份，存于）

1. ↑  .   [2020-01-03]. （原始内容存档于2018-05-29）.